# Saint-Pardoux-Corbier
Saint-Pardoux-Corbier korábbi község Franciaországban, Corrèze megyében. 2025. január 1-jén Saint-Martin-Sepert és Saint-Ybard korábbi községekkel egyesült és az így létrejött Les Trois-Saints új község része lett.
Lakosainak száma 383 fő (2022. január 1.). Saint-Pardoux-Corbier Benayes, Lubersac és Troche községekkel határos.

## Népesség
A település népessége az elmúlt években az alábbi módon változott:
| Lakosok száma | 526  | 430  | 374  | 352  | 384  | 414  | 418  | 399  | 390  | 383  |
|               | 1968 | 1982 | 1990 | 2006 | 2013 | 2015 | 2017 | 2019 | 2020 | 2022 |